# Medicina regenerativa
Medicina regenerativa é o "processo de substituir ou regenerar células, tecidos ou órgãos humanos para restaurar as funções normais". Muito promissor é esse campo, em relação à regeneração de tecidos e órgãos danificados no corpo, pela troca de tecidos danificados e/ou simulando os mecanismos corpóreos de reparo para curar o que anteriormente era irreparável.
Medicina regenerativa também inclui a possibilidade de crescimento de tecidos e órgãos em laboratório, e a possibilidade de implante seguro em um organismo incapaz de curar a si próprio. Esses desenvolvimentos possuem o potencial de solucionar a escassez de órgãos disponíveis para a doação; assim como da rejeição de transplante de órgãos, pois as células de órgãos são derivadas das células dos tecidos do próprio paciente.
Termo largamente atribuído por ter sido primeiramente cunhado por William Haseltine (fundador da Human Genome Sciences), o termo "Medicina Regenerativa" é pela primeira vez encontrado em um artigo de 1992 de um hospital administrado por Leland Kaiser. O documento de Kaiser é constituído por pequenos parágrafos, que tratam de tecnologias futuras que vão impactar os centros hospitalares. Em um dos parágrafos, havia "Medicina Regenerativa" como título em negrito e com uma declaração a respeito: "Um novo ramo da medicina que tentará o curso das doenças crônicas" e, em muitas instâncias, regenerará órgãos e sistemas orgânicos cansados e prestes a morrer.
Medicina regenerativa refere-se ao grupo de abordagens biomédicas e terapias clínicas em que deve envolver o uso de células tronco. Exemplos são a injeção de células tronco ou de células progenitoras (terapia celular); a indução de regeneração por moléculas biologicamente ativas injetadas individualmente ou como uma secreção por infusão de células (terapia por imunomodulação - ver Imunoterapia); e transplante de órgãos e tecidos criados in vitro (Engenharia de tecidos).
Uma forma de medicina regenerativa, que atualmente tem sido empregada em prática clínica, consiste no uso de sulfatos análogos de heparan em cicatrização de feridas crônicas. Análogos de sulfato de heparan substituem sulfato de heparan degradado no local machucado. Eles auxiliam o tecido danificado a curar-se através do reposicionamento dos fatores de crescimento e das citocinas dentro da matriz extracelular danificada. Exemplificando, na reconstrução da parede abdominal (como na cirurgia da hérnia inguinal) malhas biológicas tem sido aplicadas com resultados consideráveis.

## Pioneiros
No Instituto para Medicina Regenerativa Wake Forest, na Carolina do Norte, o Dr. Anthony Atala e seus colegas tem obtido êxito na extração de células musculares e da bexiga do corpo de diversos pacientes, cultivadas em placas de petri e, em seguida, dispões as células em camadas de moldes tridimensionais que se assemelham à bexigas. Dentro de algumas semanas, as células nos moldes começaram a funcionar da mesma maneira que bexigas normais e, então, foram implantas de volta nos pacientes. A equipe está atualmente trabalhando no recrescimento de outras 22 órgãos, entre eles: fígado, coração, rim, testículo.
De 1995 a 1998, o PhD Michael D. West gerenciou e organizou a pesquisa entre a Geron Corporation e seus colaboradores acadêmicos James Thomson da Universidade do Wisconsin-Madison e John Gearhart da Universidade Johns Hopkins, que liderou a primeira isolação de um célula-tronco embrionária e de células-tronco humana germinativas.